# Creatonotos aula
Creatonotos aula là một loài bướm đêm thuộc phân họ Arctiinae, họ Erebidae.